# Hátborzongat-Lak
A Hátborzongat-Lak (eredeti cím: A Haunted House) 2013-ban bemutatott amerikai szatirikus horror-filmvígjáték, melynek rendezője Michael Tiddes, főszereplője, társproducere és társírója Marlon Wayans. A további szerepekben Essence Atkins, Cedric the Entertainer, Nick Swardson és David Koechner látható.
A talált film (found footage) horrorfilmes műfajt, azon belül a Parajelenségek és Az ördög benned lakozik című filmeket parodizálja ki. Nick Swardsont a filmben nyújtott alakításáért a legrosszabb férfi mellékszereplőnek járó Arany Málna díjra jelölték.
A 2013. január 11-én bemutatott filmet a kritikusok negatívan fogadták, ennek ellenére 2,5 millió dolláros költségvetéssel szemben 60 millió dolláros bevételt tudott szerezni. A folytatás Hátborzongat-Lak 2. címmel jelent meg 2014. április 18-án.

## Cselekmény
Malcolm és Kisha fiatal pár, nemrég költöztek álmaik otthonába. Malcolm videóra veszi az új otthonban töltött első napokat. Rövidesen kiderül, a pár nem egyedül él ott. A házban azonban nincsenek szellemek, a különös jelenségek Kisha miatt történnek. Fiatal lányként egyezséget kötött az ördöggel, aminek következtében egy démon üldözőbe vette és végül megszállta őt. Malcolm mindent megtesz, hogy megszabaduljon a hívatlan vendégtől, és ennek érdekében papokat, szellemvadászokat és ördögűzőket bérel fel.

## Szereplők
| Színész                | Szerep                | Magyar hang      |
| ---------------------- | --------------------- | ---------------- |
| Marlon Wayans          | Malcolm Johnson       | Szabó Máté       |
| Essence Atkins         | Kisha Davis           | Csifó Dorina     |
| Cedric the Entertainer | Doug Williams atya    | Albert Péter     |
| Nick Swardson          | Chip, a médium        | Bodrogi Attila   |
| David Koechner         | Dan, a biztonsági őr  | Galbenisz Tomasz |
| Dave Sheridan          | Bob "Bobby" Kearney   | Fekete Zoltán    |
| Andrew Daly            | Steve                 | Welker Gábor     |
| Alanna Ubach           | Jenny, Steve felesége | Lamboni Anna     |
| Affion Crockett        | Ray Ray               | Horváth Illés    |

## Bevételi adatok
A Hátborzongat-Lak Észak-Amerikában 40,4 millió dollárt, a többi területen pedig 20,1 millió dollárt termelt, ami világszerte 60,5 millió dolláros összbevételt eredményezett 2,5 millió dolláros költségvetés mellett. 18,1 millió dolláros bevételt aratott a nyitóhétvégén, ezzel a második helyen végzett a Zero Dark Thirty – A Bin Láden hajsza (24,4 millió dollár) című film mögött.

## Fordítás
- Ez a szócikk részben vagy egészben  az   A Haunted House című angol Wikipédia-szócikk fordításán alapul.  Az eredeti cikk szerkesztőit annak laptörténete sorolja fel. Ez a jelzés csupán a megfogalmazás eredetét és a szerzői jogokat jelzi, nem szolgál a cikkben szereplő információk forrásmegjelöléseként.